# 1871
| [ Edytuj tabelę ]              | |
| Król Polski (tytularny)        | - 1855 Aleksander II Romanow 1881 |
| Emir Afganistanu               | - 1867 Szer Ali Chan 1879 |
| Współksiążęta Andory           | - 1853 Josep Caixal i Estradé 1879 - 1870 Louis Jules Trochu 1871 - 1871 Adolphe Thiers 1873                                             |
| Prezydent Argentyny            | - 1868 Domingo Faustino Sarmiento 1874                                                                                                   |
| Cesarz Austrii                 | - 1848 Franciszek Józef I 1916 |
| Król Bawarii                   | - 1864 Ludwik II 1886 |
| Król Belgów                    | - 1865 Leopold II 1909 |
| Premier Belgii                 | - 1870 Jules Joseph d’Anethan 1871 - 1871 Jules Malou 1878                                                                               |
| Prezydent Boliwii              | - 1864 Mariano Melgarejo 1871 - 1871 Agustín Morales 1872                                                                                |
| Cesarz Brazylii                | - 1831 Pedro II 1889 |
| Sułtan Brunei                  | - 1852 Abdul Momin 1885 |
| Prezydent Chile                | - 1861 José Joaquín Pérez 1871 - 1871 Federico Errázuriz Zañartu 1876                                                                    |
| Cesarz Chin                    | - 1861 Tongzhi 1875 |
| Król Czech                     | - 1848 Franciszek Józef I 1916 |
| Król Danii                     | - 1863 Chrystian IX 1906 |
| Premier Danii                  | - 1870 Ludvig Holstein- Holsteinborg 1874                                                                                                |
| Dalajlama                      | - 1857 Trinlej Gjaco 1875 |
| Prezydent Dominikany           | - 1868 Buenaventura Báez 1874 |
| Władca Egiptu                  | - 1863 Isma’il Pasza 1879 |
| Premier Egiptu                 | - 1868 Muhammad Szarif Pasza 1872 |
| Prezydent Ekwadoru             | - 1869 Gabriel García Moreno 1875 |
| Cesarz Etiopii                 | - 1868 Tekle Gijorgis II 1871 - 1871 Jan IV Kassa 1889                                                                                   |
| Prezydent Francji              | - 1870 Louis Jules Trochu 1871 - 1871 Adolphe Thiers 1873                                                                                |
| Premier Francji                | - 1870 Louis Jules Trochu 1871 - 1871 Jules Dufaure 1873                                                                                 |
| Król Grecji                    | - 1863 Jerzy I 1913 |
| Prezydent Gwatemali            | - 1865 Vicente Cerna Sandoval 1871 - 1871 Miguel García Granados y Zavala 1873                                                           |
| Prezydent Haiti                | - 1869 Nissage Saget 1874 |
| Król Hawajów                   | - 1863 Kamehameha V 1872 |
| Król Hiszpanii                 | - 1871 Amadeusz I 1873 |
| Król Holandii                  | - 1849 Wilhelm III 1890 |
| Premier Holandii               | - 1868 Pieter Philip van Bosse 1871 - 1871 Johan Rudolph Thorbecke 1872                                                                  |
| Prezydent Hondurasu            | - 1864 José María Medina 1872 - 1871 Florencio Xatruch Villagra (p.o.) 1871                                                              |
| Szach Iranu                    | - 1848 Naser ad-Din Szah 1896 |
| Król Irlandii                  | - 1837 Wiktoria Hanowerska 1901 |
| Cesarz Japonii                 | - 1867 Mutsuhito 1912 |
| Kalif                          | - 1861 Abdülaziz 1876 |
| Premier Kanady                 | - 1867 John Macdonald 1873 |
| Emir Kataru                    | - 1847 Muhammad ibn Sani 1878 |
| Prezydent Kolumbii             | - 1870 gen. Eustorgio Salgar 1872 |
| Patriarcha Konstantynopola     | - 1867 Grzegorz VI 1871 - 1871 Antym VI 1873                                                                                             |
| Władca Korei                   | - 1863 Kojong 1907 |
| Prezydent Kostaryki            | - 1870 Tomás Guardia Gutiérrez 1876 |
| Emir Kuwejtu                   | - 1866 Abd Allah II 1892 |
| Prezydent Liberii              | - 1870 Edward Roye 1871 - 1871 James Skivring Smith 1872                                                                                 |
| Książę Liechtensteinu          | - 1858 Jan II Dobry 1929 |
| Wielki książę Luksemburga      | - 1849 Wilhelm III 1890 |
| Premier Luksemburga            | - 1867 Emmanuel Servais 1874 |
| Sułtan Maroka                  | - 1859 Muhammad IV 1873 |
| Prezydent Meksyku              | - 1867 Benito Juárez 1872 |
| Książę Monako                  | - 1856 Karol III 1889 |
| Król Nepalu                    | - 1847 Surendra 1881 |
| Premier Nepalu                 | - 1857 Jang Bahadur Rana 1877 |
| Cesarz Niemiec                 | - 1871 Wilhelm I Hohenzollern 1888 |
| Kanclerz Niemiec               | - 1871 Otto von Bismarck 1890 |
| Prezydent Nikaragui            | - 1867 Fernando Guzmán Solórzano 1871 - 1871 José Vicente Quadra Lugo 1875                                                               |
| Król Norwegii                  | - 1859 Karol IV 1872 |
| Premier Nowej Zelandii         | - 1869 William Fox 1872 |
| Sułtan Omanu                   | - 1870 Turki ibn Sa’id 1888 |
| Papież                         | - 1846 Pius IX 1878 |
| Prezydent Paragwaju            | - 1870 Cirilo Antonio Rivarola 1871 - 1871 Salvador Jovellanos 1874                                                                      |
| Prezydent Peru                 | - 1868 José Balta 1872 |
| Król Portugalii                | - 1861 Ludwik 1889 |
| Król Prus                      | - 1861 Wilhelm I 1888 |
| Car Rosji                      | - 1855 Aleksander II 1881 |
| Książę Rumunii                 | - 1866 Karol I 1881 |
| Premier Rumunii                | - 1870 Ion Ghica 1871 - 1871 Lascăr Catargiu 1876                                                                                        |
| Król Saksonii                  | - 1854 Jan Wettyn 1873 |
| Prezydent Salwadoru            | - 1863 Francisco Dueñas 1871 - 1871 Santiago González Portillo 1876                                                                      |
| Kapitanowie Regenci San Marino | - 1870 Melchiorre Filippi Domenico Fattori 1871 - 1871 Gaetano Simoncini Pietro Ugolini 1871 - 1871 Palamede Malpeli Luigi Pasquali 1872 |
| Książę Serbii                  | - 1868 Milan I Obrenowić 1882 |
| Prezydent Szwajcarii           | - 1871 Karl Schenk 1871 |
| Król Szwecji                   | - 1859 Karol XV 1872 |
| Król Tajlandii                 | - 1868 Chulalongkorn 1910 |
| Sułtan Turków                  | - 1861 Abdülaziz 1876 |
| Prezydent Urugwaju             | - 1868 Lorenzo Batlle y Grau 1872 |
| Prezydent USA                  | - 1869 Ulysses Grant 1877 |
| Prezydent Wenezueli            | - 1870 Antonio Guzmán Blanco 1877 |
| Król Węgier                    | - 1848 Franciszek Józef I 1916 |
| Premier Węgier                 | - 1867 Gyula Andrássy 1871 - 1871 Menyhért Lónyay 1872                                                                                   |
| Monarcha Wielkiej Brytanii     | - 1837 Wiktoria 1901 |
| Premier Wielkiej Brytanii      | - 1868 William Ewart Gladstone 1874 |
| Cesarz Wietnamu                | - 1847 Tự Đức 1883 |
| Król Włoch                     | - 1861 Wiktor Emanuel II 1878 |

Rok 1871 / MDCCCLXXI
stulecia: XVIII wiek ~
XIX wiek ~
XX wiek

dziesięciolecia:
1840–1849 •
1850–1859 •
1860–1869 •
1870–1879
• 1880–1889
• 1890–1899
• 1900–1909

lata: 1861 «
1866 «
1867 «
1868 «
1869 «
1870 «
1871
» 1872
» 1873
» 1874
» 1875
» 1876
» 1881

## Wydarzenia w Polsce
- 15 stycznia – powstało Warszawskie Towarzystwo Muzyczne.
- 30 kwietnia – postanowieniem cesarskim przywrócono wykłady w języku polskim na Uniwersytecie Jagiellońskim.
- 31 maja – wprowadzenie w Królestwie Polskim przepisu o wydawaniu wyroków w sprawach politycznych w trybie administracyjnym.
- 2 lipca – założono Archiwum Skarbowe w Warszawie.
- 31 grudnia – zbudowano dwutorową linię kolejową z Żagania do Żar (dł. 12,8 km).

## Wydarzenia na świecie
- 2 stycznia – król Hiszpanii Amadeusz I złożył przed Kortezami przysięgę na konstytucję.
- 3 stycznia – wojna francusko-pruska: strategiczne zwycięstwo pruskie w bitwie pod Bapaume.
- 9 stycznia:
  - wojna francusko-pruska: kapitulacja francuskiej twierdzy Péronne.
  - wojna francusko-pruska: zwycięstwo wojsk francuskich w bitwie pod Villersexel.
- 10 stycznia – założono Swierdłowskie Obwodowe Muzeum Krajoznawcze w Jekaterynburgu.
- 12 stycznia – wojna francusko-pruska: zwycięstwo armii pruskiej w bitwie pod Le Mans.
- 15 stycznia – wojna francusko-pruska: zwycięstwo wojsk pruskich w bitwie pod Lisaine.
- 18 stycznia – w Sali Lustrzanej pałacu w Wersalu we Francji odbyła się koronacja króla Prus Wilhelma I Hohenzollerna na cesarza niemieckiego. Otto von Bismarck proklamował powstanie Cesarstwa Niemieckiego.
- 19 stycznia – wojna francusko-pruska: zwycięstwo armii pruskiej w bitwie pod Saint-Quentin.
- 25 stycznia – odbył się ślub Williama McKinleya i Idy Saxton, późniejszej amerykańskiej pary prezydenckiej.
- 26 stycznia – Rzym oficjalnie stał się stolicą Zjednoczonych Włoch.
- 28 stycznia – wojna francusko-pruska: po 4 miesiącach oblężenia Paryża ogłoszono kapitulację Francji.
- Luty – wojna francusko-pruska: „drogocenny pokój” Niemcy-Francja w Wersalu.
- 26 lutego – wojna francusko-pruska: nowy francuski rząd Louisa Thiersa przyjął propozycje pokojowe kanclerza Ottona von Bismarcka.
- 3 marca – odbyły się pierwsze wybory do niemieckiego Reichstagu.
- 14 marca – w Fomenie (Ghana) podpisano traktat pokojowy po zakończeniu II wojny Brytyjczyków z Aszanti.
- 18 marca – została proklamowana Komuna Paryska.
- 21 marca – Otto von Bismarck został kanclerzem Cesarstwa Niemieckiego.
- 27 marca – w pierwszym w historii międzynarodowym meczu rugby Szkocja pokonała Anglię 4:1.
- 29 marca – otwarto Royal Albert Hall w Londynie.
- 2 kwietnia – Komuna Paryska: wojska rządowe wkroczyły na przedmieścia Paryża.
- 11 kwietnia – w Waszyngtonie podpisano traktat pokojowy oficjalnie kończący wojnę Chile i Peru z Hiszpanią.
- 16 kwietnia – cesarz Wilhelm I Hohenzollern nadał zjednoczonym Niemcom konstytucję.
- 17 kwietnia – Ignaz von Döllinger został wyklęty z powodu odrzucenie dogmatów Kościoła katolickiego, np. dogmatu o nieomylności papieża.
- 30 kwietnia – ponad 100 Apaczów zostało zamordowanych w forcie Camp Grant w Arizonie przez grupę 150 białych osadników i nienawidzących Apaczów Indian z plemienia Papagów.
- 10 maja – we Frankfurcie podpisano traktat pokojowy kończący wojnę francusko-pruską, Francja utraciła Alzację i Lotaryngię.
- 16 maja – w czasie Komuny Paryskiej obalono Kolumnę Vendôme.
- 21 maja – rozpoczął się tzw. krwawy tydzień w trakcie którego wojska wierne rządowi (wersalczycy) brutalnie stłumiły Komunę Paryską, zabijając 30 tys. osób.
- 25 maja – podczas tłumienia Komuny Paryskiej spłonął Teatr Porte-Saint-Martin.
- 28 maja – upadek Komuny Paryskiej, rewolucji w Paryżu.
- 29 czerwca – Migel García Granados został prezydentem Gwatemali.
- 12 lipca – zwodowano brytyjski pancernik wieżowy HMS „Devastation” (prekursor klasycznego później układu konstrukcyjnego predrednotów, wzorowanego na monitorach).
- 14 lipca – upadek systemu hanów w Japonii.
- 18 lipca – otwarto Dworzec Centralny w Sztokholmie.
- 20 lipca – Kolumbia Brytyjska jako 6. prowincja wstąpiła do Konfederacji Kanady.
- 8 września – na łamach „British Journal of Photography(inne języki)” brytyjski lekarz i wynalazca Richard Leach Maddox poinformował o odkryciu techniki bromo-żelatynowej, co umożliwiło wcześniejsze przygotowanie kliszy fotograficznej i skrócenie czasu jej naświetlania.
- 17 września – inauguracja tunelu kolejowego Fréjus w Alpach.
- 8 października:
  - wybuchł wielki pożar w Chicago (ugaszony 10 października).
  - wybuchł pożar miasta Peshtigo w stanie Wisconsin.
- 10 listopada – Henry Morton Stanley odnalazł nad jeziorem Tanganika zaginionego odkrywcę i misjonarza doktora Livingstone’a.
- 24 grudnia – Kair: premiera Aidy Verdiego.
- Wielka Brytania: ustawa o związkach zawodowych (legalizacja związków zawodowych, ochrona ich funduszy jako środków towarzystw wzajemnej pomocy).
- Japonia: zniesiono klasę samurajów, ogłoszono zasadę równości społecznej i wolności jednostki.

## Urodzili się
- 2 stycznia – Thomas Whittemore, amerykański archeolog i bizantynolog (zm. 1950)
- 3 stycznia:
  - Daniel Alomía Robles, peruwiański kompozytor, muzykolog (zm. 1942)
  - Ludomił Pułaski, polski ziemianin, polityk, senator RP (zm. 1953)
- 4 stycznia – Seweryn Krzemieniewski, polski botanik (zm. 1945)
- 5 stycznia – Gino Fano, włoski matematyk (zm. 1952)
- 12 stycznia – Kaspar Stanggassinger, niemiecki redemptorysta, błogosławiony katolicki (zm. 1899)
- 15 stycznia – Paweł Kubicki, polski duchowny katolicki, biskup sandomierski (zm. 1944)
- 16 stycznia – Karolina zu Windisch-Grätz, niemiecka arystokratka (zm. 1937)
- 3 lutego – Eugeniusz Romer, polski geograf, kartograf (zm. 1954)
- 4 lutego – Friedrich Ebert, prezydent Niemiec (zm. 1925)
- 5 lutego – Joanna Żnińska, polska działaczka społeczna i plebiscytowa, propagatorka śpiewu chóralnego, kultury muzycznej i czytelnictwa (zm. 1949)
- 6 lutego – Zefiryn Ćwikliński, polski malarz (zm. 1930)
- 25 lutego – Oliver Campbell, amerykański tenisista, zwycięzca mistrzostw USA (zm. 1953)
- 3 marca – Jan Petrasz, polski duchowny baptystyczny (zm. 1958)
- 5 marca – Róża Luksemburg, polska i niemiecka działaczka robotnicza (zm. 1919)
- 16 marca – Julian Moreno, hiszpański augustianin rekolekta, męczennik, błogosławiony katolicki (zm. 1936)
- 19 marca:
  - Józef Rapacki, polski malarz, grafik, rysownik (zm. 1929)
  - Wincenty Tymieniecki, polski duchowny katolicki, biskup łódzki (zm. 1934)
  - Maria Vetsera, austriacka baronówna pochodzenia greckiego (zm. 1889)
- 24 marca – Karol Jan Łowiński, polski inżynier mechanik, profesor (zm. 1936)
- 27 marca – Heinrich Mann, niemiecki pisarz (zm. 1950)
- 28 marca – Aleksiej Jańszynow, rosyjski skrzypek, kompozytor i pedagog
- 1 kwietnia – Karol Rolle, polski polityk, prezydent Krakowa (zm. 1954)
- 5 kwietnia – Stanisław Grabski, polski polityk, ekonomista (zm. 1949)
- 12 kwietnia – August Endell, niemiecki architekt i projektant (zm. 1925)
- 13 kwietnia – Jerzy Matulewicz, biskup wileński, odnowiciel i generał zakonu marianów, błogosławiony katolicki (zm. 1927)
- 28 kwietnia – Piotr Romero Espejo, hiszpański redemptorysta, męczennik, błogosławiony katolicki (zm. 1938)
- 2 maja – Jan Raszka, polski rzeźbiarz ze Śląska Cieszyńskiego (zm. 1945)
- 9 maja – Bolesław Miklaszewski, polski chemik, ekonomista, polityk (zm. 1941)
- 31 maja – John G. Townsend Jr., amerykański przedsiębiorca, polityk, senator ze stanu Delaware (zm. 1964)
- 11 czerwca – Stjepan Radić, chorwacki polityk (zm. 1928)
- 26 czerwca – Johan Anker, norweski przedsiębiorca, konstruktor jachtów i żeglarz, medalista olimpijski (zm. 1940)
- 5 lipca – John Sandblom, szwedzki żeglarz, medalista olimpijski (zm. 1948)
- 10 lipca – Marcel Proust, francuski powieściopisarz (zm. 1922)
- 15 lipca – Henryk Arctowski, polski geograf, geofizyk, geolog, podróżnik, związany z badaniami krajów polarnych. (zm. 1958)
- 17 lipca – Lyonel Feininger, amerykański malarz i grafik, pochodzenia niemieckiego (zm. 1956)
- 26 lipca – Walenty Palencia Marquina, hiszpański duchowny katolicki, męczennik, błogosławiony (zm. 1937)
- 19 sierpnia – Orville Wright, amerykański pionier lotnictwa (zm. 1948)
- 21 sierpnia
  - Leonid Andriejew (ros. Леонид Николаевич Андреев), rosyjski pisarz, dramaturg, dziennikarz (zm. 1919)
  - Abbie Farwell Brown, amerykańska poetka (zm. 1927)
- 23 sierpnia – Franciszek Meraviglia-Crivelli, polski hrabia, generał brygady (zm. 1934)
- 29 sierpnia – Albert Lebrun, francuski polityk, prezydent Francji (zm. 1950)
- 30 sierpnia – Ernest Rutherford, nowozelandzki fizyk i chemik, jako pierwszy potwierdził istnienie jądra atomowego, laureat Nagrody Nobla (zm. 1937)
- 18 września - Amelia Harusewicz, polska nauczycielka (zm. 1962)
- 22 września – Michał Kucharczak, polski polityk, działacz PSL „Piast”, poseł na Sejm Ustawodawczy (II RP) (zm. 1953)
- 24 września – Lottie Dod, brytyjska tenisistka, łuczniczka (zm. 1960)
- 29 września – Karl-Einar Sjögren, szwedzki żeglarz, olimpijczyk (zm. 1956)
- 2 października:
  - Cordell Hull, amerykański polityk, sekretarz stanu, laureat Pokojowej Nagrody Nobla (zm. 1955)
  - Franciszek Jędrzejczyk, polski malarz
- 9 października – Dionizy Wincenty Ramos, hiszpański franciszkanin, męczennik, błogosławiony katolicki (zm. 1936)
- 17 października – Michał Kirkor, doktor medycyny, taternik (zm. 1907)
- 1 listopada – Stephen Crane, brytyjski pisarz (zm. 1900)
- 12 listopada – Tadeusz Przyłęcki, polski prawnik, adwokat, polityk, prezydent Radomia (zm. 1943)
- 28 listopada – Andrzej Strug, polski pisarz (zm. 1937)
- 16 grudnia – Károly Jordán, węgierski taternik i matematyk (zm. 1959)
- 18 grudnia – María Calaf Miracle, hiszpańska karmelitanka miłosierdzia, męczennica, błogosławiona katolicka (zm. 1936)
- 20 grudnia – Michalina Mościcka, polska działaczka społeczna, pierwsza dama (zm. 1932)

data dzienna nieznana: 
- Maria An Linghua – chińska męczennica, święta katolicka (zm. 1900)
- Lang Yang – chińska męczennica, święta katolicka (zm. 1900)

## Zmarli
- 3 stycznia
  - Cyriak Eliasz Chavara, założyciel karmelitów Maryi Niepokalanej, święty katolicki (ur. 1805)
  - Ludwik Zejszner, polski geolog, geograf, kartograf i krajoznawca, prekursor kartografii geologicznej w Polsce (ur. 1805)
- 21 stycznia – Józef Hauke-Bosak, polski hrabia, generał broni, uczestnik powstania styczniowego (ur. 1834)
- 7 lutego – Maria od Opatrzności, francuska zakonnica, błogosławiona katolicka (ur. 1825)
- 20 lutego – Paul Kane, kanadyjski malarz (ur. 1810)
- 27 lutego – Józef Tous y Soler, hiszpański kapucyn, założyciel kapucynek NMP Matki Bożego Pasterza, błogosławiony katolicki (ur. 1811)
- 12 marca – Leonard Chodźko, polski historyk, geograf, kartograf, archiwista, wydawca i działacz emigracyjny (ur. 1800)
- 11 maja – John Herschel, angielski astronom, chemik i fizyk, pionier fotografii (ur. 1792)
- 12 maja – Anselme Payen, francuski chemik (ur. 1795)
- 23 maja – Jarosław Dąbrowski, polski działacz niepodległościowy, generał i naczelny dowódca wojsk Komuny Paryskiej (ur. 1836)
- 24 maja – Georges Darboy, francuski duchowny katolicki, arcybiskup Paryża (ur. 1813)
- 26 maja – Michał Szweycer, polski fotograf, towiańczyk, powstaniec (ur. 1808)
- 11 lipca – Germain Sommeiller, francuski inżynier, budowniczy pierwszego wielkiego tunelu pod Alpami – tunelu kolejowego Fréjus (ur. 1815)
- 15 lipca – Ján Chalupka, słowacki duchowny ewangelicki, dramatopisarz (ur. 1791)
- 7 sierpnia – Edmund Bojanowski, polski działacz społeczny, założyciel Zgromadzenia Sióstr Służebniczek NMP Niepokalanie Poczętej, błogosławiony katolicki (ur. 1814)
- 18 października – Charles Babbage, matematyk angielski (ur. 1791)

## Święta ruchome
- Tłusty czwartek: 16 lutego
- Ostatki: 21 lutego
- Popielec: 22 lutego
- Niedziela Palmowa: 2 kwietnia
- Wielki Czwartek: 6 kwietnia
- Wielki Piątek: 7 kwietnia
- Wielka Sobota: 8 kwietnia
- Wielkanoc: 9 kwietnia
- Poniedziałek Wielkanocny: 10 kwietnia
- Wniebowstąpienie Pańskie: 18 maja
- Zesłanie Ducha Świętego: 28 maja
- Boże Ciało: 8 czerwca